# Preveranjas
Préveranges és un municipi francès, situat al departament de Cher i a la regió de Centre – Vall del Loira. L'any 2007 tenia 585 habitants.

## Demografia

### Població
El 2007 la població de fet de Préveranges era de 585 persones. Hi havia 267 famílies, de les quals 102 eren unipersonals (51 homes vivint sols i 51 dones vivint soles), 94 parelles sense fills, 47 parelles amb fills i 24 famílies monoparentals amb fills.
La població ha evolucionat segons el següent gràfic:
Habitants censats

### Habitatges
El 2007 hi havia 538 habitatges, 288 eren l'habitatge principal de la família, 146 eren segones residències i 104 estaven desocupats. 527 eren cases i 10 eren apartaments. Dels 288 habitatges principals, 228 estaven ocupats pels seus propietaris, 49 estaven llogats i ocupats pels llogaters i 11 estaven cedits a títol gratuït; 2 tenien una cambra, 30 en tenien dues, 47 en tenien tres, 87 en tenien quatre i 121 en tenien cinc o més. 194 habitatges disposaven pel capbaix d'una plaça de pàrquing. A 158 habitatges hi havia un automòbil i a 94 n'hi havia dos o més.

### Piràmide de població
La piràmide de població per edats i sexe el 2009 era:
| Homes | Edats   | Dones |
| ----- | ------- | ----- |
| 0     | 95 o +  | 4     |
| 0     | 90 a 94 | 8     |
| 8     | 85 a 89 | 4     |
| 4     | 80 a 84 | 24    |
| 16    | 75 a 79 | 16    |
| 28    | 70 a 74 | 32    |
| 40    | 65 a 69 | 36    |
| 16    | 60 a 64 | 32    |
| 24    | 55 a 59 | 12    |
| 36    | 50 a 54 | 20    |
| 4     | 45 a 49 | 16    |
| 32    | 40 a 44 | 24    |
| 16    | 35 a 39 | 12    |
| 16    | 30 a 34 | 16    |
| 12    | 25 a 29 | 8     |
| 24    | 20 a 24 | 8     |
| 12    | 15 a 19 | 8     |
| 12    | 10 a 14 | 24    |
| 20    | 5 a 9   | 16    |
| 24    | 0 a 4   | 8     |

## Economia
El 2007 la població en edat de treballar era de 310 persones, 200 eren actives i 110 eren inactives. De les 200 persones actives 178 estaven ocupades (101 homes i 77 dones) i 23 estaven aturades (12 homes i 11 dones). De les 110 persones inactives 57 estaven jubilades, 14 estaven estudiant i 39 estaven classificades com a «altres inactius».

### Ingressos
El 2009 a Préveranges hi havia 304 unitats fiscals que integraven 597 persones, la mediana anual d'ingressos fiscals per persona era de 14.688 €.

### Activitats econòmiques
Dels 36 establiments que hi havia el 2007, 1 era d'una empresa alimentària, 2 d'empreses de fabricació d'altres productes industrials, 8 d'empreses de construcció, 8 d'empreses de comerç i reparació d'automòbils, 1 d'una empresa de transport, 1 d'una empresa d'hostatgeria i restauració, 2 d'empreses financeres, 2 d'empreses immobiliàries, 4 d'empreses de serveis, 5 d'entitats de l'administració pública i 2 d'empreses classificades com a «altres activitats de serveis».
Dels 15 establiments de servei als particulars que hi havia el 2009, 1 era una oficina de correu, 1 una oficina bancària, 1 funerària, 1 paleta, 2 guixaires pintors, 2 fusteries, 1 lampisteria, 2 electricistes, 1 perruqueria, 1 veterinari, 1 restaurant i 1 agència immobiliària.
Dels 3 establiments comercials que hi havia el 2009, 1 era una gran superfície de material de bricolatge, 1 una botiga de menys de 120 m² i 1 una fleca.
L'any 2000 a Préveranges hi havia 52 explotacions agrícoles que ocupaven un total de 2.852 hectàrees.

## Equipaments sanitaris i escolars
El 2009 hi havia 1 farmàcia i 1 ambulància.
El 2009 hi havia una escola elemental integrada dins d'un grup escolar amb les comunes properes formant una escola dispersa.

## Poblacions més properes
El següent diagrama mostra les poblacions més properes.